# 小松島競輪場
小松島競輪場（こまつしまけいりんじょう）は徳島県小松島市横須町にある競輪場。施設所有および主催は小松島市。競技実施はJKA中四国支部。

## 概要
1950年に開設。
開設記念競輪（GIII）として「阿波おどり杯争覇戦」が毎年7月に開催されている。なお、2025年度は高松競輪場の大規模改修工事の兼ね合いもあり2026年1月に同場の開設記念を高松市が借り上げにて開催される予定。過去には1994年、1995年、2001年、2006年にふるさとダービーが、2010年に共同通信社杯春一番（共にGII）が、それぞれ開催された。
マスコットキャラクターは阿波狸合戦の「金長たぬき」をモチーフとした「ポンスター」、それにちなんで「ポンスターカップ」および「金長たぬき杯争奪戦」が開催されている。他にも現役時代「スッポン」の異名をとった笹田伸二を称え「笹田伸二杯争覇戦」が開催されている。
実況は、全国初の女性競輪実況アナウンサーでもあった茂村華奈が担当していたが2022年末を最後に卒業し、2023年1月以降は現役時代小松島競輪場をホームバンクとしていた元ガールズケイリン選手の岩原紗也香が担当している。
2004年3月17日から四国競輪インターネットライブによる動画実況放送が行なわれていたが2010年11月2日に終了した。トータリゼータシステムは日本ベンダーネットを採用している。
小松島市議会で承認を得られたことから、2020年7月の記念競輪の開催終了後、同年内にかけてバンクの改修や照明設備の設置などを行った。その後、2022年5月23日より全国26場目として自場でミッドナイト競輪を開始している（それまでは、他の競輪場を借り上げて開催していた）。なお、現在のミッドナイトの中継は小松島現地からではなく東京のチャリロトSSスタジオからの放送となっている。また、2025年2月にミッドナイトでのGIIIを開催している。
2022年度からは、株式会社チャリ・ロトによる開催事務の包括委託が行われている。
ガールズケイリンについては、長らく場内に女子選手用の控室・宿舎が設けられていなかったため、全国の競輪場で唯一開催実績がなかった。2024年、岐阜競輪場に続いて女子選手専用の宿舎・および施設工事を実施し、2024年6月26日に初めてガールズケイリンの開催を行った。小松島競輪場をホームバンクとする（した）ガールズケイリン選手は、岩原紗也香（引退）、藤原春陽、豊田美香がいる。

## チャリロト
2024年4月16日より重勝式投票「チャリロト」の発売が開始された。なお小松島は伊東温泉競輪場・静岡競輪場・千葉競輪場・いわき平競輪場・京都向日町競輪場とキャリーオーバーを共有する『グループB』としての発売となり、キャリーオーバーの対象外であるチャリロト3は小松島単独での発売となる。

## バンク
400mを使用している。直線の長さは標準的だが、かつて500mバンクだったものを改修した名残で、カントがやや緩いのが特徴。なおバック側は建築物の裏が岸壁という全国の競輪場で最も海に近い立地となっているため、常に海風の影響に対する注意が必要となっている。

## アクセス
牟岐線（JR四国）南小松島駅下車、徒歩で約10分。
- かつては1990年代は淡路島（洲本）から、2000年代以降でも徳島駅より小松島市営バス、橘西停留所より徳島バスによる無料送迎バスが運行されていたが、2011年3月31日に廃止された。また、前述廃止に伴い、南小松島駅から小松島市営バスによる無料送迎バスが運行されていたが、これも2012年3月31日に廃止された。それ以降も、開設記念（GIII）の開催時のみ、徳島駅から無料送迎バスが運行された（2013年、2014年、2015年、2016年）。なお、徳島駅からの路線バスの運行は継続されている。
- 2023年の開設73周年記念では、無料送迎バスの運行はなかったが、代わりに各日先着30名に限り、公共交通機関の領収書、きっぷなどの提示でクオカードをプレゼントするサービスを実施された。

## 場外車券売場
- サテライト鴨島 - 吉野川市鴨島町牛島字西條前2194-1（2008年2月8日に鴨島サービスセンターより改称）
- サテライト徳島 − マリンピア沖洲内（2013年1月31日オープン）

江田サービスセンター（小松島市江田町字敷地前）は2011年10月10日に閉鎖された。

## 歴代記念競輪優勝者
| 年     | 優勝者       | 登録地       |
| ------ | ------------ | ------------ |
| 2003年 | 小川圭二     | 徳島         |
| 2004年 | 村上義弘     | 京都         |
| 2005年 | 小川圭二     | 徳島         |
| 2007年 | 北津留翼     | 福岡         |
| 2008年 | 渡部哲男     | 愛媛         |
| 2009年 | 岡部芳幸     | 福島         |
| 2011年 | 開催打ち切り | 開催打ち切り |
| 2012年 | 佐藤友和     | 岩手         |
| 2013年 | 平原康多     | 埼玉         |
| 2014年 | 志智俊夫     | 岐阜         |
| 2015年 | 平原康多     | 埼玉         |
| 2016年 | 平原康多     | 埼玉         |
| 2017年 | 村上義弘     | 京都         |
| 2018年 | 牛山貴広     | 茨城         |
| 2019年 | 太田竜馬     | 徳島         |
| 2020年 | 原田研太朗   | 徳島         |
| 2021年 | 太田竜馬     | 徳島         |
| 2022年 | 眞杉匠       | 栃木         |
| 2023年 | 松浦悠士     | 広島         |
| 2024年 | 犬伏湧也     | 徳島         |
| 2025年 | 西田優大     | 広島         |
| 2026年 |              |              |

※ 1節4日間制開催となった、2002年4月以降の歴代記念競輪優勝者を列記。
- 特記無き場合、出典はJKA資料による[16]。

### その他のG3
| 年     | 種別           | 開催名称                       | 優勝者   | 登録地 |
| ------ | -------------- | ------------------------------ | -------- | ------ |
| 2018年 | G3             | 国際自転車トラック競技支援競輪 | 山田英明 | 佐賀   |
| 2025年 | ミッドナイトG3 | WTミッドナイトG3               | 鈴木竜士 | 東京   |

## エピソード
- 2006年9月、小松島市の元競輪局次長が時効（返還期限が過ぎた）となった払戻金を着服したとして、業務上横領の容疑で逮捕された。

- 2020年7月31日をもって、前夜版出走表の配布を終了した[17][18]。

- 2023年より、本競輪場のバンクをラジコンカー向けに開放するイベントを年数回の頻度で開催している[19]。